# Sveta Petka
Sveta Petka (Bulgaars: Света Петка) is een dorp in het zuidwesten van Bulgarije. Het is gelegen in de gemeente Velingrad in de oblast Pazardzjik. Het dorp ligt ongeveer 41 km ten zuidwesten van Pazardzjik, 85 km ten zuidoosten van de hoofdstad Sofia en 96 km ten westen van de stad Plovdiv.

## Bevolking
De telling van 1934 registreerde 668 inwoners. Dit aantal groeide in een vrij snel tempo en bereikte in op 31 december 2002 een hoogtepunt met 1.563 inwoners. Vanaf dat moment is het inwonersaantal langzaam afgenomen. Zo werden er op 31 december 2019 zo'n 1.449 inwoners geteld.  Sveta Petka is hiermee een van de grotere dorpen in de regio. Het dorp heeft sinds 1958 elektriciteit.
Van de 1.544!inwoners reageerden er 1.040 op de optionele volkstelling van 2011. Zo'n 707 personen identificeerden zichzelf als etnische Bulgaren (68%), gevolgd door 264 personen die zich als Bulgaarse Turken identificeerden (25,4%) en 47 personen als ‘anders’ (4,5%). De bevolking bestaat in feite uit Bulgaarssprekende moslims, ook wel Pomaken genoemd.
Van de 1.544 inwoners die in februari 2011 werden geregistreerd, waren er 274 jonger dan 15 jaar oud (18%), 1.097 inwoners waren tussen de 15-64 jaar oud (71%) en 173 inwoners waren 65 jaar of ouder (11%).